# Dirphys larensis
Dirphys larensis är en stekelart som beskrevs av Chavez 1996. Dirphys larensis ingår i släktet Dirphys och familjen växtlussteklar.
Artens utbredningsområde är Venezuela. Inga underarter finns listade i Catalogue of Life.